# Familia de la mafia negra
The Black Mafia Family (BMF) fue una organización de tráfico de drogas y lavado de dinero en los Estados Unidos.
The Black Mafia Family fue fundada en 1985, en el suroeste de Detroit por los hermanos Demetrius Edward "Big Meech" Flenory y Terry Lee "Southwest Tee" Flenory, y para el año 2000 había establecido ventas de distribución de cocaína en todo Estados Unidos a través de su fuente de drogas con sede en Los Ángeles. y vínculos directos con los cárteles de la droga mexicanos. La Black Mafia Family operaba desde dos centros principales: uno en Atlanta para la distribución, dirigido por Demetrius Flenory, y otro en Los Ángeles para gestionar los envíos procedentes de México, dirigido por Terry Flenory.
The Black Mafia Family de Demetrius Flenory entró en el negocio de la música hip-hop con el nombre de BMF Entertainment a principios de la década de 2000 como organización tapadera para blanquear dinero procedente de la venta de cocaína y legitimarse. BMF Entertainment actuó como promotora de varios artistas de hip-hop de alto nivel y como sello discográfico de su único artista Bleu DaVinci. Demetrius Flenory y la Black Mafia Family se hicieron famosos en la cultura popular del hip-hop por su extravagante estilo de vida.
En 2005, la Administración para el Control de Drogas (DEA, por sus siglas en inglés) acusó a miembros de la familia Black Mafia, y finalmente aseguró condenas al atacar a los hermanos Flenory bajo el Estatuto de Empresa Criminal Continua, y ambos fueron sentenciados a 30 años de prisión. Los fiscales alegaron que la Familia Black Mafia ganó más de $270 millones en el curso de sus operaciones. Los fiscales alegaron que la Black Mafia Family ganó más de 270 millones de dólares en el curso de sus operaciones.

Demetrius Edward "Big Meech" Flenory Sr. (nacido el 21 de junio de 1968 en Detroit, Michigan) y su hermano Terry Lee "Southwest Tee" Flenory (nacido el 10 de enero de 1970 en Detroit, Michigan) empezaron a vender bolsas de cocaína de 50 dólares en las calles de Detroit durante sus años de instituto a finales de la década de 1980. De ahí que su grupo original fuera conocido como “50 Boyz”. Para el año 2000, los hermanos Flenory habían establecido una gran organización que supervisaba las ventas de distribución de varios kilogramos de cocaína en numerosos estados de Estados Unidos, como Alabama, California, Florida, Georgia, Kentucky, Luisiana, Michigan, Misisipi, Misuri, Carolina del Norte, Ohio y Tennessee. Una investigación federal de dos años sobre la organización de Flenory estimó que sus miembros en todo el país superaban los 500.
Alrededor de 2003, la organización experimentó un cisma cuando los hermanos Flenory comenzaron a pelear, y Terry Flenory se mudó a Los Ángeles para dirigir su propia organización, mientras que Demetrius Flenory permaneció en el centro de distribución principal en Atlanta. Para 2003, los dos habían estado involucrados en una pelea importante y rara vez se hablaban. En una conversación con sus hermanos captada por la DEA mediante escuchas telefónicas, Terry habló sobre sus preocupaciones de que su hermano Demetrius estaba atrayendo la atención equivocada a sus negocios con sus fiestas excesivas. Cuando se presentaron los cargos contra los Flenory, el gobierno tenía 900 páginas de transcripciones mecanografiadas de conversaciones grabadas del teléfono de Terry en un período de 5 meses.
En noviembre de 2007, los hermanos se declararon culpables de dirigir una empresa criminal continua. En septiembre de 2008, ambos hermanos fueron condenados a 30 años de prisión por dirigir una red de tráfico de cocaína a escala nacional, que duró de 2000 a 2005. Demetrius Flenory cumple condena en la Institución Correccional Federal de Sheridan y su puesta en libertad está prevista para el 5 de mayo de 2028, alrededor de su 60 cumpleaños. Terry Flenory fue puesto en libertad domiciliaria el 5 de mayo de 2020, después de que se le concediera una libertad compasiva debido a sus dolencias de salud y a un esfuerzo de la Oficina Federal de Prisiones para liberar a ciertos reclusos con el fin de limitar la propagación de la pandemia de COVID-19 dentro de las prisiones federales. Demetrius Flenory también solicitó su puesta en libertad con arreglo a las mismas directrices; sin embargo, un juez federal rechazó la petición, alegando que sería prematuro autorizar su puesta en libertad, ya que su historial penitenciario sugiere que no ha cambiado y sigue promocionándose como capo de la droga, afirmando además que su expediente disciplinario incluye infracciones como la posesión de un teléfono móvil y de armas, así como el consumo de drogas.

## Entretenimiento BMF
A principios de la década de 2000, Demetrius Flenory estableció BMF Entertainment como agencia de promoción y sello discográfico de música hip-hop. Los hermanos Flenory ya eran conocidos por asociarse con numerosos artistas de hip-hop de alto perfil, incluidos Diddy, Trina, TI, Jay-Z, Young Jeezy y Fabolous . Demetrius fundó BMF Entertainment como una organización de fachada para el lavado de dinero generado por la red de distribución de cocaína, pero también fue un intento de crear un negocio legítimo y una fuente legal de ingresos. Por esta época, la organización Flenory adoptó formalmente el nombre de "Familia de la mafia negra" después de no haber sido nombrada anteriormente.
En 2005, el álbum de Bleu Da Vinci, World Is BMF's, fue nominado para un Source Award . BMF apareció en numerosas revistas clandestinas de DVD de hip-hop, sobre todo en varios números de SMACK y The Come Up . La aparición más visible de la organización fue en un DVD de larga duración producido por The Raw Report, que brindaba una mirada interna detallada a su movimiento. El DVD apareció en el artículo de portada de Vibe sobre BMF en mayo de 2006. Recibió grandes elogios de los DJ por la canción producida por Soundsmith Productions "Streets on Lock", encabezada por el afiliado de BMF Bleu Davinci y con Fabolous y Young Jeezy. Posteriormente se produjo un video musical para el sencillo, aunque nunca se lanzó a las redes.
La editora senior de Creative Loafing, Mara Shalhoup, escribió una serie de tres partes sobre la familia Black Mafia titulada Hip-Hop's Shadowy Empire, que fue el primer informe en profundidad sobre la organización. El libro de Shalhoup sobre la organización, BMF: The Rise and Fall of Big Meech and the Black Mafia Family, se publicó en marzo de 2005.

### Operación Motor City Mafia

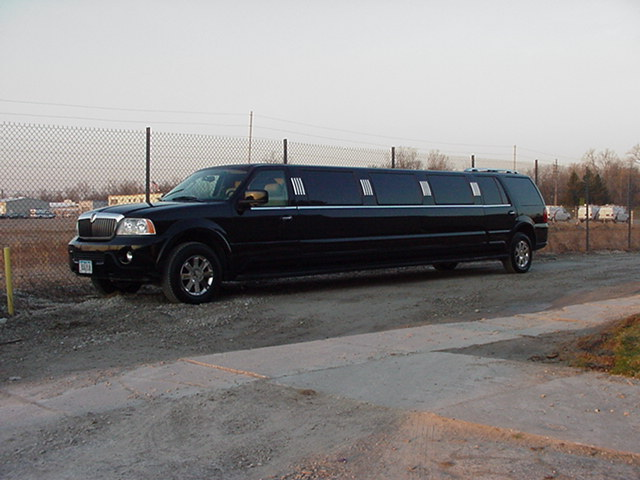
La limusina Lincoln Navigator propiedad de BMF utilizada para transportar dinero y cocaína.

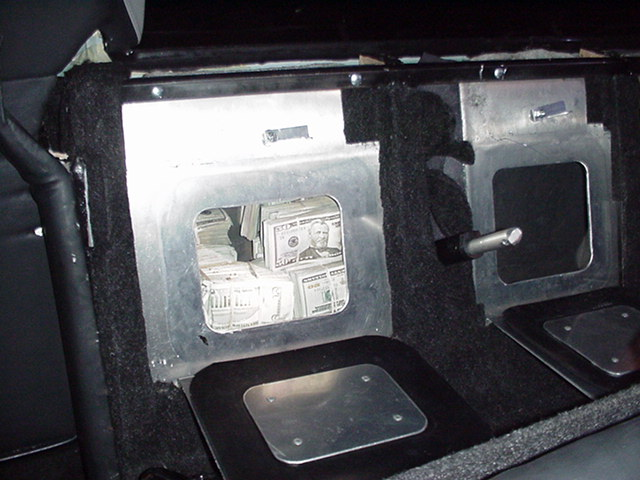
Compartimentos ocultos dentro de la limusina Lincoln utilizada para transportar cocaína y dinero.

La investigación policial sobre la Mafia Negra comenzó en algún momento a principios de la década de 1990, antes de que la organización operada por Demetrius y Terry Flenory fuera nombrada o alcanzara su máxima distribución.
El período previo a las acusaciones de octubre de 2005 comenzó con una serie de grandes incautaciones de drogas y posteriores testimonios de informantes de miembros de la BMF. El 28 de octubre de 2003, comenzó una investigación de 2 años del Grupo de Trabajo de Control de Drogas contra el Crimen Organizado, coordinada por la División de Operaciones Especiales de la DEA y con el nombre en código "Operación Motor City Mafia".
El 11 de abril de 2004, el mensajero y distribuidor de alto nivel de BMF, Jabari Hayes, fue detenido en el condado de Phelps, Missouri, a lo largo de la I-44 mientras conducía una casa rodante de 40 pies. supuestamente por desviarse sobre la línea de niebla. Dos maletas que contenían aproximadamente 95 kilogramos de cocaína y 572 Se encontraron gramos de marihuana en la parte trasera del Range Rover después de que una unidad K-9 alertó sobre drogas en el vehículo.
A mediados de septiembre de 2004, una intervención telefónica de Rafael "Smurf" Allison, un traficante de crack de bajo nivel en Atlanta, llevó a un grupo de trabajo de HIDTA a Decarlo Hoskins, un traficante de nivel medio. Hoskins les informó que había crecido con dos hermanos, Omari McCree y Jeffrey Leahr, que eran miembros de la BMF y podían suministrar cantidades de cocaína de varios kilogramos con regularidad. Las escuchas telefónicas revelaron que Omari McCree era un distribuidor de alto nivel para la organización Flenory y Demetrius lo favorecía.
El 5 de noviembre de 2004, Jeffrey Leahr fue detenido con su novia en la I-75 en Atlanta debido a las escuchas telefónicas. En el asiento trasero había una bolsa de lona que contenía 10 kilogramos de cocaína. Fueron liberados más tarde ese día en un intento de HIDTA de recopilar más información sobre su proveedor y la organización mediante escuchas telefónicas. McCree y Leahr, que enfrentaban una gran deuda con BMF por la cocaína perdida, se dieron a la fuga. Cuando fue detenido el 8 de junio de 2005, Desconocido firmó un acuerdo de fuente confidencial y describió su papel en BMF, nombrando a Demetrius Flenory como la fuente de la cocaína. Chad "J-Bo" Brown, le suministró cocaína en nombre de Demetrius. Estos eventos y varios otros formaron la columna vertebral del caso del gobierno. Durante el juicio, el testigo estrella del gobierno fue William "Doc" Marshall.
El testimonio dado durante varios juicios dice que la organización Flenory operó de la siguiente manera: BMF operaba cinco escondites en el área de Atlanta. Aproximadamente cada 10 días llegaban vehículos con entre 100 y 150 kilogramos de cocaína empacada en compartimientos secretos. A los trabajadores de los escondites se les pagaba para descargar las drogas y almacenarlas. Los clientes que hacían pedidos llamaban y decían que tenían su vehículo listo, es decir, un vehículo de transporte para poner los narcóticos. Según el tamaño de su pedido, se les dirigía a una casa de seguridad en particular donde se detenían, entraban y entregaban el dinero en paquetes de $ 5,000. La cocaína se vendía normalmente a 20.000 dólares el kilogramo. Luego, los mismos vehículos se llenarían con dinero en efectivo (las ganancias de la venta de drogas) para ser enviados de vuelta a las fuentes de suministro mexicanas.  Los trabajadores dentro de las casas de seguridad tenían ciertos deberes, como contar grandes cantidades de efectivo, generalmente millones. Otras personas empaquetaban la cocaína para los clientes. BMF también recibió drogas a través de grandes contenedores en el aeropuerto que contenían entre 100 y 150 kilogramos de cocaína, que recogieron y entregaron en escondites.

### Redadas y arrestos de 2005

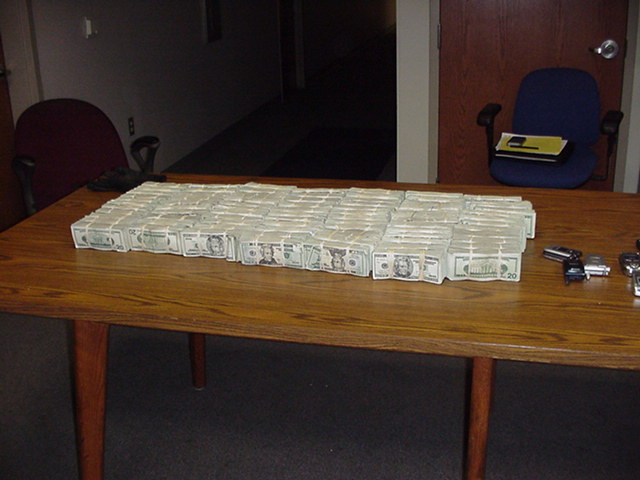
Dinero incautado de la BMF por la Administración de Control de Drogas.

En octubre de 2005, se informó que unos 30 miembros de BMF fueron arrestados en una redada antidrogas masiva orquestada por la DEA. Durante estas redadas, la DEA incautó $3 millones en efectivo y activos, 2,5 kilogramos de cocaína y numerosas armas.  Antes de las redadas de octubre de 2005, la DEA arrestó a 17 miembros de la BMF, confiscó 632 kilogramos de cocaína, $5,3 millones en efectivo y $5,7 millones en activos. Afirmaron que BMF era responsable de mover más de 2.500 kilogramos de cocaína al mes por todo Estados Unidos.
Demetrius Flenory y Terry Flenory fueron acusados bajo el Estatuto de Empresa Criminal Continua, conspiración para distribuir 5 kilogramos o más de cocaína, posesión con la intención de distribuir más de 500 gramos de cocaína, conspiración para lavar instrumentos monetarios y dos cargos de posesión con intención de distribuir más de 5 kilogramos de cocaína. Demetrius fue capturado en una casa grande en un suburbio en las afueras de Dallas . En el interior, la policía encontró una pequeña cantidad de marihuana y algunas pastillas de MDMA . En una caja fuerte dentro de la vivienda se encontraban varias armas, así como múltiples vehículos del domicilio. Terry fue capturado en St. Louis con pequeñas cantidades de marihuana y armas encontradas en toda la casa, que también estaba ocupada por varias personas en el momento del arresto.

### Acusaciones de 2006
El 15 de junio de 2006, el Departamento del Tesoro de Estados Unidos informó de que otras 16 personas habían sido acusadas de conspiración para distribuir cocaína y de blanqueo de dinero en virtud de una segunda acusación que sustituía a la anterior, con lo que el número de personas acusadas en el caso ascendía a 49. La lista de acusados incluía a Jacob Arabo, conocido popularmente como Jacob el Joyero, un famoso joyero muy conocido en la comunidad del hip-hop. Arabo fue acusado de conspiración para blanquear más de 270 millones de dólares en fondos obtenidos ilegalmente.
El Departamento de Justicia también arrojó luz sobre otras supuestas actividades del grupo en los documentos de acusación, que incluían el paso del dinero de la droga por varios bancos y servicios de envío de dinero en un intento de disfrazar su origen. El grupo también había sido acusado de obtener de un tercero varios boletos ganadores de la lotería estatal de Michigan, por los que pagaban en efectivo, y de canjearlos después en un intento de hacer que el dinero pareciera legítimo. La La acusación solicitaba el decomiso de "más de 30 piezas de joyería, 13 residencias, 35 vehículos, entre ellos Lincoln Limousine, BMW's, Range Rovers, Aston-Martin y Bentleys, numerosas cuentas bancarias, más de 1,2 millones de dólares en divisas incautadas y un juicio monetario por un total de 270 millones de dólares". 

### Acusaciones de 2007 (Atlanta)

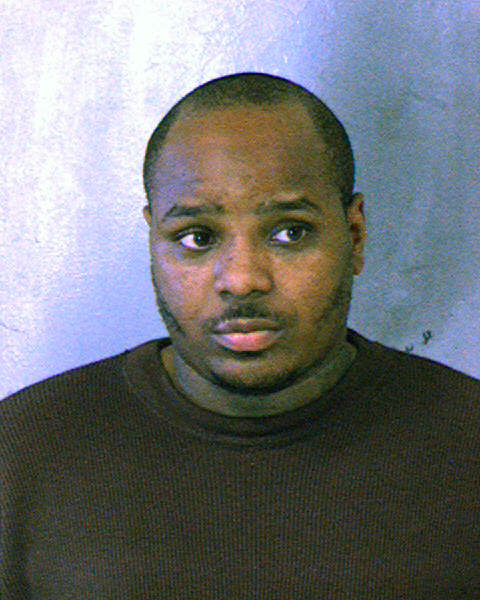
Fleming "Ill" Daniels.

El 25 de julio de 2007, el Tribunal de Distrito de los Estados Unidos para el Distrito Norte de Georgia presentó una acusación de 16 miembros más de la Familia Black Mafia por conspiración para distribuir cocaína. La acusación acusaba a todos los acusados de participar en la conspiración de distribución de cocaína a nivel nacional, que conlleva una pena de entre 10 años y cadena perpetua, y una multa de hasta $4 millones. Las acusaciones fueron vistas como "cerrar el otrora floreciente imperio de drogas de la BMF".  Finalmente, todos los acusados se declararon culpables antes del juicio excepto Fleming "Ill" Daniels.[cita requerida]
Fleming Daniels, uno de los principales miembros de la red de narcotraficantes Black Mafia Family, fue sentenciado a 20 años de prisión por tráfico de drogas el 17 de diciembre de 2008. El juez federal también multó a Daniels con $10,000 por participar en el grupo violento. Daniels fue el decimosexto acusado acusado en Atlanta por cargos derivados de su papel en la organización y el único acusado en las acusaciones de Atlanta que fue a juicio, con otros 11 que ya se han declarado culpables. El caso del gobierno se basó en el testimonio de William "Doc" Marshall y Ralph Simms para condenar a Daniels. Daniels no había sido atrapado con cocaína ni atrapado en escuchas telefónicas discutiendo negocios de drogas. El testimonio de Marshall indicó que había visto a Daniels recibir cocaína en kilogramos mientras él mismo estaba recogiendo cocaína.  Daniels también esperaba juicio por el asesinato de Rashannibal Drummond en julio de 2004. El 26 de febrero de 2010 se declaró culpable y fue condenado a 20 años por homicidio voluntario. Su sentencia de 20 años será simultánea a otra sentencia de 20 años derivada de su papel en los cargos de cocaína de BMF.
Barima "Bleu DaVinci" McKnight, el rapero y artista único de BMF Entertainment, fue sentenciado el 30 de octubre de 2008 a cinco años y cuatro meses en una prisión federal. McKnight afirmó que Flenory se presentó a sí mismo como involucrado en la industria de la música y no fue hasta mucho más tarde que lo dejó entrar en el negocio de la cocaína.  McKnight declaró en la sentencia que cuando conoció a Demetrius Flenory, no le mostró "el otro lado de su mundo", en referencia al tráfico de cocaína. McKnight fue lanzado en 2011 y volvió a su carrera musical. Él y su hermano menor, Calico Jonez, comenzaron la gira BMF. Calico Jonez, que había iniciado Swishgang, se unió a McKnight para establecer BMF Swishgang. Jonez, conocido por haber desempeñado un papel en el sello SODMG de Soulja Boy, y los lazos de pandillas con Rolling 20s Crips de Long Beach California, comenzó a hacer música bajo el paraguas de BMF Entertainment. McKnight también es primo de Ras Kass .

### 2009 y después
El último sospechoso restante, Vernon Marcus Coleman, fue arrestado el 17 de julio de 2009 en Atlanta. Fue acusado en 2007 por posesión con intención de distribuir cocaína. Con esto, el número de afiliados de la BMF detenidos ascendió a unos 150. El gobierno federal cree que los 150 acusados y arrestados representan la estructura de comando y control, así como otras figuras clave en la organización, como distribuidores, operadores de escondites y transportistas.

## Acusaciones de violencia
Antes de la Operación Motor City Mafia y poco después de su comienzo, hubo numerosos actos de violencia presuntamente cometidos por miembros de la BMF:
- 11 de noviembre de 2003: Demetrius Flenory fue arrestado en relación con las muertes a tiros en el área de Buckhead en Club Chaos de Anthony "Wolf" Jones, ex guardaespaldas de P. Diddy, y amigo de Wolf, Lamont "Riz" Girdy. Sin embargo, Flenory recibió un disparo en las nalgas y afirmó que estaba huyendo de los disparos; posteriormente nunca fue acusado.[13]
- 25 de julio de 2004: En un club de Midtown Atlanta llamado Velvet Room, un hombre llamado Rashannibal "Prince" Drummond fue asesinado. El incidente comenzó después de que Flemming "Ill" Daniels casi choca contra Drummond en su Porsche Cayenne Turbo . Después de que Drummond golpeó el auto para alertar al conductor, los pasajeros del auto salieron y comenzaron a golpear a Drummond y sus amigos. Durante la pelea, un amigo de Drummond disparó un tiro de advertencia para asustar a todos; Daniels supuestamente recuperó su arma, devolvió el fuego, luego se acercó a Drummond y lo ejecutó en el suelo.[13]
- Septiembre de 2004: Ulysses Hackett y su novia Misty Carter fueron ejecutados en su apartamento de Highland Avenue en Atlanta. La policía dice que los asesinatos fueron ordenados por Tremayne "Kiki" Graham, entonces yerno de Shirley Franklin, la alcaldesa de Atlanta, y presunta asociada de BMF. Afirmaron que Ulysses estaba pensando en testificar contra BMF y Graham, cada vez más sospechoso, ordenó su asesinato.[13]
- 10 de mayo de 2005: Henry "Pookie Loc" Clark fue asesinado por el popular rapero Gucci Mane durante un intento de robo cometido por Clark y otros cuatro hombres. Los cinco hombres atacaron a Gucci Mane en el departamento de una stripper que conoció ese mismo día, pero Gucci Mane estaba armado y logró disparar contra los atacantes, alcanzando a Clark. El incidente ocurrió durante una disputa entre Gucci Mane y el rapero Young Jeezy, un buen amigo de Demetrius Flenory. Más tarde, Gucci Mane fue absuelto de los cargos de asesinato debido a que actuó en defensa propia, y sus abogados alegaron que BMF ordenó a los cinco hombres que cometieran el robo.[13]
- 11 de mayo de 2005: Un fugitivo llamado Deron Gatling fue localizado por un grupo de trabajo regional antidrogas en Chamblee, Georgia . Los agentes del grupo de trabajo encontraron a Gatling detrás del aislamiento en el ático; en ese momento se dispararon tiros desde el exterior de la casa contra las fuerzas del orden. Rastrearon el último número llamado en el teléfono de Gatling hasta Jerry Davis, líder de la supuesta organización hermana de BMF, Sin City Mafia. La policía alegó que Gatling llamó a Davis para denunciar a los oficiales en su casa, y Davis ordenó que se hicieran los disparos.[13]
- 23 de mayo de 2005: Shayne y Kelsey Brown, sobrinos del cantante de R&B Bobby Brown, fueron apuñalados en el cuello con un picahielos en una fiesta de cumpleaños en Justin's, un restaurante en Atlanta propiedad de P. Diddy. Los testigos afirman que Marque "Baby Bleu" Dixson, el hermano menor del artista de rap de BMF y miembro Bleu DaVinci, tuvo un altercado con los Browns junto con los guardaespaldas del rapero Fabolous, que estaba allí con Dixson. Durante el altercado, se alega que Dixson apuñaló a ambos en el cuello, causando una desfiguración permanente. Dixson fue asesinado más tarde en 2006 por su novia.[13]

## En la cultura popular
Jabari Hayes, un presunto miembro de BMF que supuestamente se desempeñó como su mensajero y distribuidor, escribió el libro Miles in the Life (2009) y también es el productor ejecutivo de un documental de 2017 con el mismo nombre. En ambos, Hayes relata su crianza en viviendas públicas en Brooklyn con una madre adicta al crack y su mudanza a St. Louis cuando era estudiante de secundaria para escapar de su entorno, y finalmente aterrizó en Atlanta, donde después de graduarse de Morehouse College, comenzó a operar un servicio de aparcacoches que eventualmente condujo a su supuesta participación con la BMF. 
BMF: The Rise and Fall of Big Meech and the Black Mafia Family se lanzó en 2012. La autora es Mara Shalhoup, quien escribió el primer informe detallado sobre BMF para Creative Loafing en 2006.
El documental de 2012 ″BMF: The Rise and Fall of a Hip-Hop Drug Empire″ explora la investigación de 14 años que condujo a una de las redadas de drogas más grandes de la historia.
En 2021, una serie dramática de televisión llamada Black Mafia Family se estrenó en STARZ, producida por Curtis "50 Cent" Jackson . Demetrius Flenory es interpretado por su hijo en la vida real, Demetrius "Lil Meech" Flenory Jr.